# الدوري الأوروغواياني لكرة القدم 1976
الدوري الأوروغواياني لكرة القدم 1976 (بالإسبانية: Campeonato Uruguayo de Primera División 1976)‏ هو موسم من الدوري الأوروغواياني لكرة القدم. أشرف على تنظيمه اتحاد أوروغواي لكرة القدم، وكان عدد الأندية المشاركة فيه  12، وفاز فيه ديفينسور سبورتينغ.